# とちぎ大賞典
とちぎ大賞典（とちぎだいしょうてん）は、宇都宮競馬場で行われた競馬の競走である。

## 概要
1971年に設立。当初は「師走特別」としてダート2000メートルで行われたが、1977年よりダート2600メートルにて施行。1986年から1993年までは「師走特別とちぎ大賞典」に改称して施行。
1995年から1998年には「栃木の怪物」の異名を持つブライアンズロマンが勝利。1997年にはダート2000メートルに距離変更になるも、翌年に4連覇を達成した。5連覇を目指した1999年はキングフィーバーに敗れ2着、6年連続出走の2000年もオリエントハンターの2着。ブライアンズロマンは同レース6年連続出走、1着4回、2着2回の連対を果たしている。
2001年に北関東グレードの制定により、「北関東G1」の競走になった。しかし宇都宮競馬場の廃止に従い、当競走も2005年3月14日の「平成16年度とちぎ大賞典」をもって廃止された。当初は2004年12月31日に行われる予定だったが、雪の影響で延期して開催されたものであり、宇都宮競馬場及び北関東における最後の競走でもあった。勝ったのは、前年に北関東三冠を達成したフジエスミリオーネ。

## 歴代優勝馬
| 回数   | 施行日         | 優勝馬             | 性齢 | タイム | 優勝騎手 | 管理調教師 |
| ------ | -------------- | ------------------ | ---- | ------ | -------- | ---------- |
| 第1回  | 1971年12月15日 | ヒガシランド       | 牡7  | 2:07.9 | 加藤和宏 |            |
| 第2回  | 1972年12月28日 | ブラクシユワン     | 牡5  | 2:09.8 | 新木亜城 |            |
| 第3回  | 1973年12月12日 | サンシロー         | 牡5  | 2:07.0 | 田畑勝男 | 松本幸四郎 |
| 第4回  | 1974年12月11日 | スターダンス       | 牡3  | 2:07.4 | 大塚栄   | 室井兼雄   |
| 第5回  | 1975年12月17日 | ナシヨナルボーイ   | 牡5  | 2:10.2 | 福田三郎 | 長島康男   |
| 第6回  | 1976年12月22日 | ブルーカブト       | 牡7  | 2:05.7 | 加藤光司 | 室井兼雄   |
| 第7回  | 1977年12月21日 | スターダンス       | 牡6  | 2:47.9 | 大塚栄   | 室井兼雄   |
| 第8回  | 1978年12月30日 | スターダンス       | 牡7  | 2:52.7 | 大塚栄   | 室井兼雄   |
| 第9回  | 1979年12月19日 | アカギタタン       | 牡4  | 2:45.4 | 櫛引伸司 | 大島一美   |
| 第10回 | 1980年12月29日 | ダグラスバル       | 牡6  | 2:49.7 | 坪正志   | 手塚佳彦   |
| 第11回 | 1982年1月7日   | ベルアンドベル     | 牡6  | 2:50.8 | 福田三郎 | 早川長二   |
| 第12回 | 1982年12月30日 | チエリーカツ       | 牡3  | 2:52.4 | 梅山誠   | 早川長二   |
| 第13回 | 1983年12月30日 | ボルグハツド       | 牡5  | 2:10.5 | 内田利雄 | 橋本充夫   |
| 第14回 | 1984年12月30日 | ヤマイチオー       | 牡6  | 2:54.7 | 青木秀之 | 室井康雄   |
| 第15回 | 1985年12月31日 | シビルアイバー     | 牡4  | 2:52.0 | 鈴木正   | 中村憲和   |
| 第16回 | 1986年12月30日 | サラノオー         | 牡3  | 2:48.9 | 堀江仁   | 堀江富雄   |
| 第17回 | 1987年12月30日 | ナスノノボル       | 牡4  | 2:55.2 | 吉田一   | 中村憲一郎 |
| 第18回 | 1988年12月30日 | ガルダンサー       | 牡4  | 2:53.2 | 福田三郎 | 岩渕義三   |
| 第19回 | 1989年12月30日 | マイゲスト         | 牡4  | 2:51.5 | 高橋和宏 | 佐藤和伸   |
| 第20回 | 1990年12月30日 | タニノルーカス     | 騸5  | 3:02.0 | 長島茂夫 | 長島康男   |
| 第21回 | 1991年12月30日 | カネユタカオー     | 牡3  | 2:53.0 | 山口竜一 | 平石四郎   |
| 第22回 | 1992年12月30日 | フェスティバル     | 牡5  | 2:53.8 | 長島茂夫 | 川村孝一   |
| 第23回 | 1993年12月30日 | マロンデューク     | 牡4  | 2:59.5 | 早川順一 | 川原道正   |
| 第24回 | 1994年12月30日 | イチノキング       | 牡3  | 2:54.8 | 山口健治 | 川村孝一   |
| 第25回 | 1995年12月30日 | ブライアンズロマン | 牡4  | 2:53.1 | 内田利雄 | 室井康雄   |
| 第26回 | 1996年12月30日 | ブライアンズロマン | 牡5  | 2:56.5 | 内田利雄 | 室井康雄   |
| 第27回 | 1997年12月30日 | ブライアンズロマン | 牡6  | 2:10.5 | 内田利雄 | 室井康雄   |
| 第28回 | 1998年12月30日 | ブライアンズロマン | 牡7  | 2:11.3 | 内田利雄 | 室井康雄   |
| 第29回 | 1999年12月30日 | キングフィーバー   | 牡4  | 2:10.3 | 鈴木正   | 中村憲和   |
| 第30回 | 2000年12月30日 | オリエントハンター | 牡3  | 2:11.9 | 山口竜一 | 田畑勝男   |
| 第31回 | 2001年12月31日 | ナルシスゼットオー | 牡4  | 2:14.0 | 鈴木正   | 菅原欣也   |
| 第32回 | 2002年12月31日 | ハイコンプリート   | 騸4  | 2:13.2 | 鈴木正   | 中村憲和   |
| 第33回 | 2003年12月31日 | パワフルダンサー   | 牡5  | 2:12.1 | 野澤憲彦 | 平石正己   |
| 第34回 | 2005年3月14日  | フジエスミリオーネ | 牡4  | 2:15.7 | 平澤則雄 | 仁岸進     |

- 2000年以前の優勝馬の馬齢も現表記を用いる。